# Уґіс Прауліньш
Уґіс Прауліньш (латис. Uģis Prauliņš; нар. 17 червня 1957, Рига, Латвійська РСР, СРСР) – латвійський композитор. Його хоровий твір «Missa Rigensis» («Ризька меса») записаний хором Триніті-коледжу (Кембридж), хором хлопчиків Ризького собору та молодіжнім хором «BALSIS» та виконувався у багатьох країнах світу, зокрема у Канаді, Франції, Англії та Німеччині.

## Біографія
Уґіс Прауліньш народився в Ризі; з 1963 по 1974 рік навчався в музичній школі імені Еміля Дарзині. Пізніше Прауліньш вивчав диригування та педагогіку в Латвійській академії музики з 1977 по 1982 рік, де він з 1982 по 1983 рік вивчав композицію у класі Яніса Іванова, а з 1984 по 1989 рік – Ґедера Рамана, та фортепіано у класі Валди Калніної з 1977 по 1982 рік та з 1984 по 1989 рік. 
У 1970-х роках Прауліньш був активним клавішником у та рок-музикантом у прогресивній рок-групі «Salve» та у 1980-х роках у фольк- та прогресивній рок-групі «Vecās mājas». 

## Вибрані твори
Альбом музиканта «Paganu Gadagramata» був записаний у 1988 році з гуртом «Iļģi» з додаванням голосів латвійських народних музикантів. Він вміщує сезонний цикл здебільшого традиційних пісень та інструментальних творів, роблячи наголос на природному розвитку року.
«Missa Rigensis» (2002) була написана для хору хлопчиків Ризького собору та була вперше записана цим хором під керівництом диригента Мартіна Клішана. У 2008 році диригент Стівен Лейтон записав «Missa Rigensis» з хором Триніті-коледжу. Запис вийшов під назвою «Балтійський обмін» (Baltic Exchange) на лейблі «Hyperion Records». Прауліньш зазначив, що пишучи цей твір, він хотів «утримувати увагу тільки голосами співаків».
Міннесотське громадське радіо описувало у своєму огляді його різдвяну композицію «Латвійське сонцестояння у Новому світі» як пісню, яка «відганяє самотність, отож люди можуть відчувати справжню радість».
Композиція Прауліньша «Соловей», (на основі однойменної казки Ганса Крістіана Андерсена), записана Стівеном Лейтоном, Міхалом Петрі та датським національним вокальним ансамблем, була номінована на нагороду «Греммі» у двох категоріях – «Найкраща сучасна композиція» та «Найкраще хорове виконання».
У кінці 1990-х Паруліньш написав ораторію «Odi et amo» («Ненавиджу та люблю») для хору хлопчиків та рок-гурту, яка викликала великий резонанс. У 2018 литовець модернізував свій твір у нову версію «Odi et amo 2.0», яка була виконана хором хлопчиків «Uetersen» та Анною-Марією Гефеле.